# Ixora longibracteata
Ixora longibracteata är en måreväxtart som beskrevs av Cornelis Eliza Bertus Bremekamp. Ixora longibracteata ingår i släktet Ixora och familjen måreväxter. Inga underarter finns listade i Catalogue of Life.